# P. Hamb. bil. 1

Das letzte Blatt der griechischen Πράξεις Παύλου (Paulusakten) mit Titel und Henkelkreuz

Der Papyrus Hamburgensis bilinguis 1 (Sigel 998 nach Rahlfs) ist das Fragment einer Handschrift in griechischer und fayyumischer koptischer Sprache von etwa 300 n. Chr. Sie enthält die pseudepigraphischen christlichen Paulusakten sowie die Bücher Hoheslied, Klagelieder Jeremias und Ecclesiastes des Alten Testaments.

## Herkunft
Die Schrift stammt aus der Gegend von Fayyūm, wie sich dem Dialekt entnehmen lässt, und auch die wenig zuverlässigen Angaben des ägyptischen Händlers zum Fundort Tebtynis widersprechen dem nicht. Die paläographischen Elemente und Buchstabenformen deuten ungefähr auf die Zeit um 300 n. Chr. für die Entstehung der Handschrift.

## Forschungsgeschichte
Die Handschrift wurde Anfang des 20. Jahrhunderts in Ägypten von Carl Schmidt entdeckt. 1927 konnte sie durch die Unterstützung privater Geldgeber wie dem Hamburger Verleger Kurt Broschek (1884–1946) für die Staats- und Universitätsbibliothek Hamburg angekauft werden, wo sie sich heute unter der Signatur P. Hamb. bil. 1 befindet. Jakob Wigand wies 2024 auf Grundlage der Korrespondenz zwischen Gustav Wahl und Carl Schmidt nach, dass Schmidt die Handschrift ohne Kenntnis der ägyptischen Antikenbehörde und entgegen der zeitgenössischen ägyptischen Rechtssprechung nach Hamburg schmuggelte.
Der Papyrus wurde von Hugo Ibscher auf Glasplatten gebracht und von Wilhelm Schubart entziffert (4). 

## Beschreibung
Das Format ist mit 27 × 19 ungewöhnlich groß. Der Papyrus ist ziemlich grob, schadhafte Stellen wurden bereits vom Schreiber ausgelassen. Die Ränder sind schmal und ungleichmäßig, ebenso die Zeilenlänge, was auf eine private Abschrift eines nichtprofessionellen Schreibers hinweist. Der Anfang des Buches fehlt, vom Schluss sind fünf Lagen mit einigen Lücken erhalten. 
Carl Schmidt charakterisiert die Hand als ungefüge, schlechte Schulschrift, es gibt sehr lange Zeilen, diese sind aber oft schief und mit ungleichmäßigem Abstand. Der Schreiber bemüht sich um eine Schönschrift, es gelingt ihm aber nicht. Der Schreiber wechselt die Richtung der Buchstaben und die Formen. 
Die paläographischen Elemente und Buchstabenformen deuten ungefähr auf die Zeit um 300 n. Chr. für die Entstehung der Handschrift.

## Inhalt
Die übrig gebliebenen Teile dieser Sammelhandschrift umfassen:
- Paulusakten griechisch. Es sind nur 11 Seiten übrig geblieben. Vermutlich sind ungefähr 48 Seiten der Acta Pauli in dieser Handschrift verloren gegangen. Dieser Textzeuge bietet noch vier Episoden: Den Tierkampf des Apostels in Ephesus, den Aufenthalt in Korinth, die Fahrt von Korinth nach Italien und das Martyrium.
- Hoheslied altfaijumisch
- Klagelieder Jeremias in altfaijumisch
- Ecclesiastes griechisch
- Ecclesiastes altfaijumisch

## Veröffentlichung
Die Veröffentlichung des ersten Teils mit den Paulusakten erfolgte 1936 durch Carl Schmidt. Die damals technisch sehr aufwendige Reproduktion der Papyrusblätter wurde mit einem hohen Druckkostenzuschuss ermöglicht. Vorangetrieben wurde das Projekt durch den Hamburger Direktor der Staatsbibliothek Gustav Wahl, dem es gelang, Gelder aus verschiedenen Quellen zusammenzubringen. Unterstützung fand er bei der Hamburgischen Behörde für Volkstum, Kirche und Kunst, der Hamburger Wissenschaftlichen Stiftung und des Hamburger Landesbischofs, von privater Seite leistete Baron von Westenholz einen Beitrag und eine Gesellschaft von Freunden der Wissenschaft von der Harvard University in Cambridge unter Führung von Kirsopp Lake, darunter die Professoren Ropes, Cadbury, R. P. Blake und R. W. New, später bekannt als Mrs. Blake.
Die alttestamentlichen Texte wurden 1989 veröffentlicht von Bernd Jörg Diebner und Rodolphe Kasser.

## Bedeutung
Das Fragment der Paulusakten ist die bedeutendste griechische Abschrift des Werks im originalen Griechisch. Es gibt keine vollständige griechische Abschrift. Die koptischen Texte sind in einem Dialekt geschrieben, der älter ist als die Sprache in den sonst bekannten faijumischen Schriften. Nur wenig andere Texte sind in dieser Sprachform überliefert. Diese Handschrift ist somit auch von Bedeutung für die Koptologie. 